# Tư liệu sản xuất
Trong kinh tế học và xã hội học, tư liệu sản xuất là các đầu vào như nguyên liệu, lực lượng lao động, công cụ lao động, vốn nhà nước, tài nguyên thiên nhiên dùng để sản xuất ra các sản phẩm có giá trị kinh tế.
Trong một xã hội nông nghiệp tư liệu sản xuất là đất đai và cuốc xẻng. Trong một xã hội công nghiệp, tư liệu sản xuất là hầm mỏ và nhà máy. Trong một xã hội tri thức, tư liệu sản xuất là máy tính và văn phòng. Theo một nghĩa rộng, tư liệu sản xuất bao gồm cả tư liệu phân phối như internet, đường ray xe lửa, và các kho chứa hàng.
Quyền sở hữu của tư liệu sản xuất trong xã hội là một yếu tố quan trọng trong việc phân loại các hệ thống kinh tế khác nhau. Trong thuật ngữ kinh tế học cổ điển, tư liệu sản xuất là những "yếu tố sản xuất", bỏ qua vốn đầu tư và yếu tố con người.